# Obrzycko

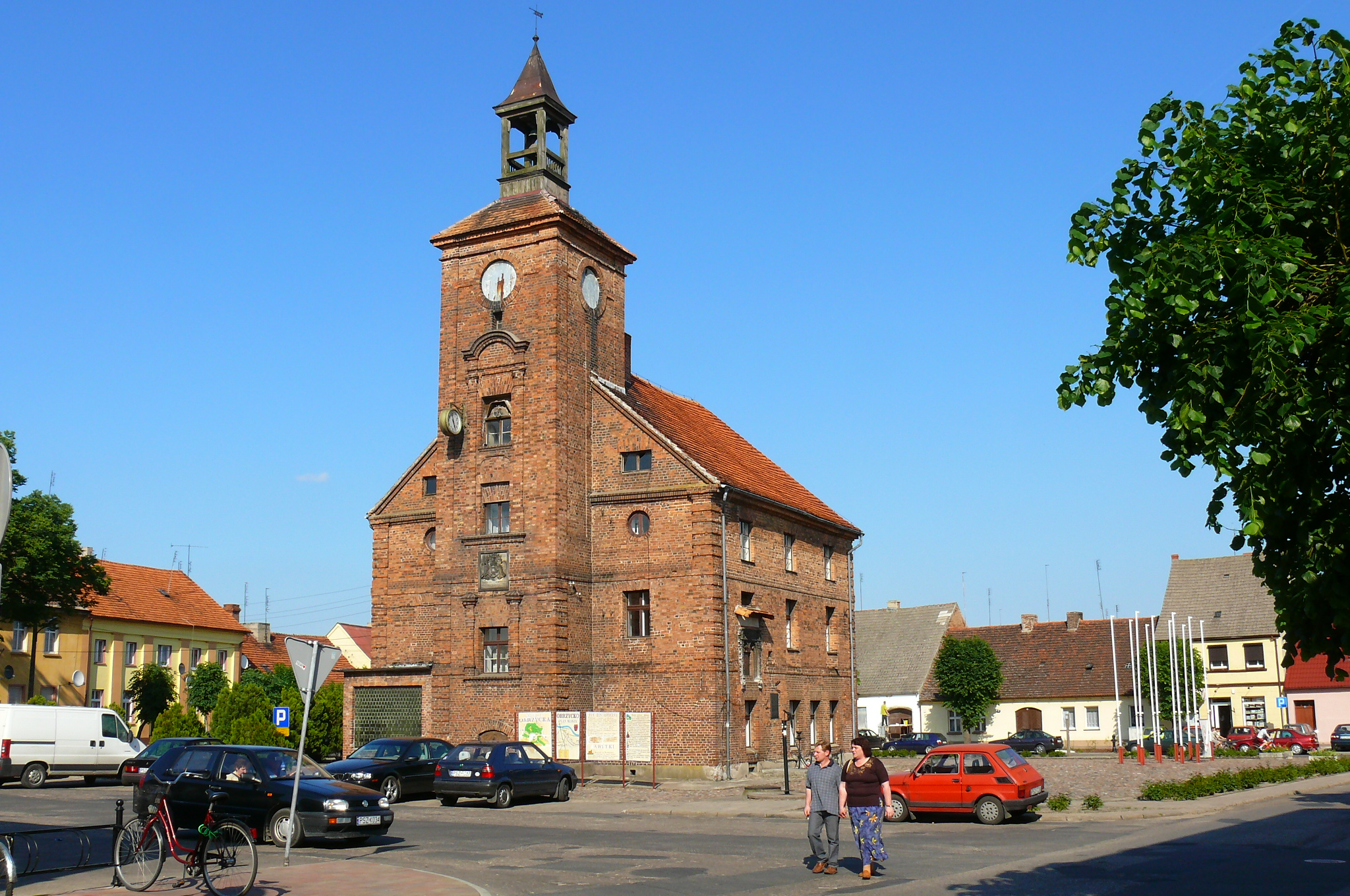
Gemeentehuis aan de markt

Obrzycko (Duits: Obersitzko) is een stad in het Poolse woiwodschap Groot-Polen, gelegen in de powiat Szamotulski. De oppervlakte bedraagt 3,72 km², het inwonertal 2.378 (2017). De stad werd in 1238 voor het eerst genoemd.

## Monumenten
- Laatbarokke kerk uit 1714, ontworpen door architect Pompeo Ferrari. De bouw werd voltooid in 1758;
- Stadhuis uit het midden van de achttiende eeuw;
- Voormalig evangelische kerk, neobarokke stijl uit 1911;
- Rond het plein vakwerkhuizen en bakstenen huizen, uit het midden van de negentiende eeuw;
- Het paleis Raczynski uit ongeveer 1856;

## Bekende inwoners
- Abraham Berliner (1833-1915), historicus
- O.E. Hasse (1903 -1978), Duits acteur
- Marian Schwartz beeldend kunstenaar
- Philip Myszkowski cartoonist, schilder, striptekenaar.
- Stanisław Adamski rooms-katholieke bisschop van Katowice in de jaren 1930-1967

## Sport en recreatie
Door deze plaats loopt de Europese wandelroute E11. De E11 loopt van Den Haag naar het oosten, op dit moment de grens Polen/Litouwen. Ter plaatse komt de route door de bossen vanuit Wronki, komt niet door het centrum, maar vervolgt in zuidoostelijke richting naar Kobylniki en Szamotuly.

## Verkeer en vervoer
- Station Obrzycko